# Kovová tkanina

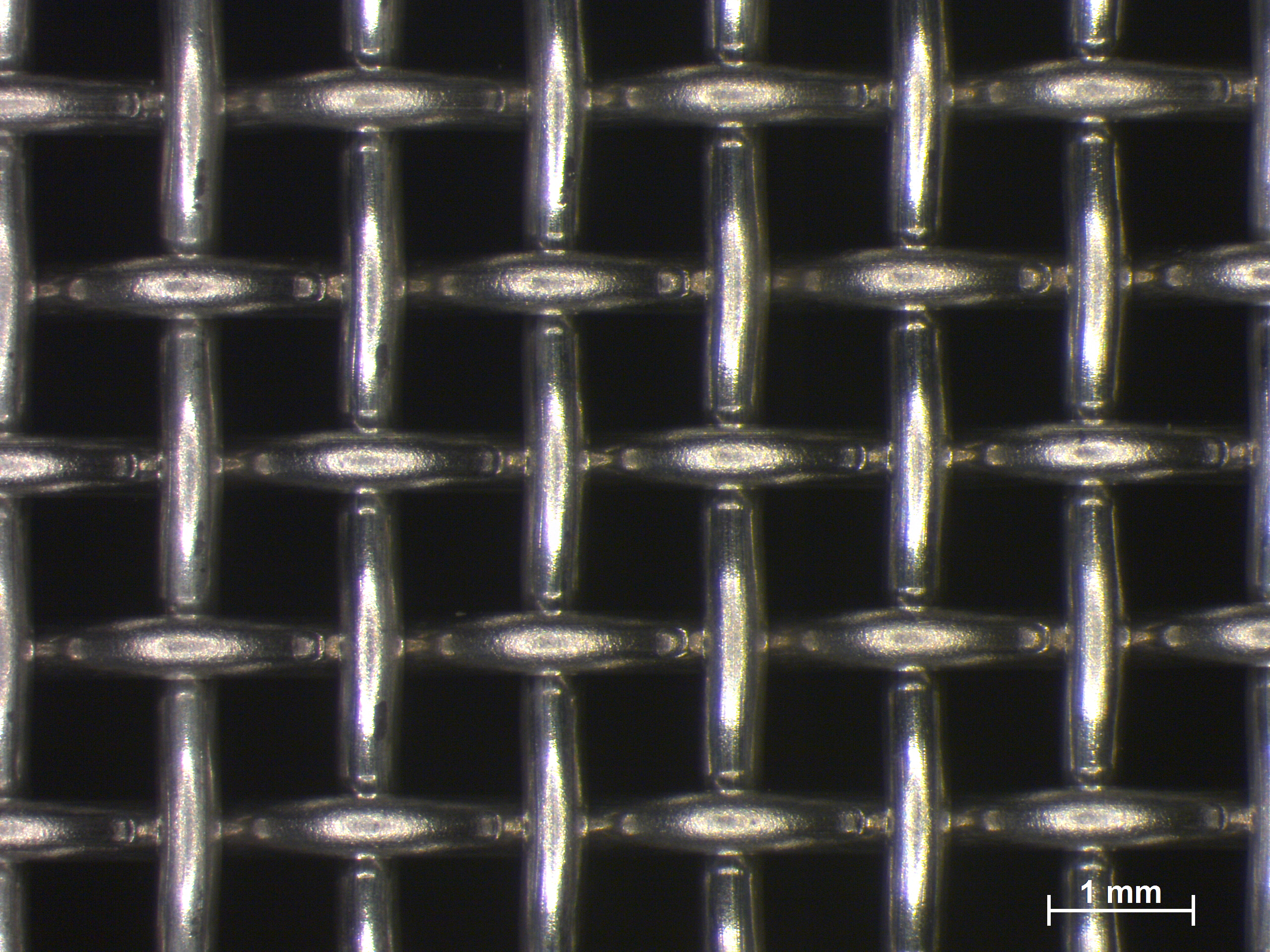
Kovová tkanina v jednoduché hladké vazbě (24 x zvětšeno)

Kovová tkanina je plošný útvar zhotovený překřížením  osnovních a  útkových drátů na  tkacím stroji.

## Z historie kovových tkanin
Ze starého Egypta jsou známé příklady šperků tkaných ze zlatých a stříbrných drátků. První kovové tkaniny pro technické použití byly vyvinuty na začátku 18. století (drátěná osnova ve tkaninách na lodní plachty, síta pro papírny). Systematická výroba kovových tkanin je známá teprve s použitím tkacích strojů poháněných párou v 1. polovině 19. století (filtry v uhelných dolech). Ve 20. století se značně rozšířila výroba kovových tkanin zejména pro filtry k vojenským i civilním účelům.
V 21. století se výroba zaměřuje zejména na použití pro filtry, dopravní pásy, sítě pro stavební a bytovou architekturu.
Objem celosvětového prodeje kovových tkanin se odhaduje v roce 2020 na 2,6 miliard USD. (20 největších výrobců se na něm podílí asi 12 %).

## Způsob výroby

### Zpracovávaný materiál
Tkanina se vyrábí z rovných, ohebných drátů, nejčastěji s kruhovým průřezem a tloušťkou 0,05 až 5 mm (pro zvláštní použití jako pásek s obdélníkovým p. a nebo jako spirála). Výchozí materiál je běžně ocel, železo, měď, mosaz, bronz, hliník, platina.

### Tkaní a finální úprava
V 21. století se používají většinou stroje s jehlovým prohozem (v principu stejná konstrukce jako stroje pro textilní materiály). Stroje se staví s pracovní šířkou 1300 až 7000 mm, s maximálním výkonem asi 500 m/min. zatkaného útku.
V závislosti na použití se tkanina upravuje např. dloužením, stříháním, spojováním švy,  zpracováním krajů aj. 

### Vazby kovových tkanin
Zpravidla se rozeznávají
jednoduché (tzv. "drátové") vazby:  hladká, keprová, atlasová a  
filtrační (dutch weave): hladká, keprová, pancéřová, otevřená, keprová pancéřová
Druh vazby a tloušťka drátu podstatně ovlivňují jakostní parametry tkaniny, ke kterým patří  zejména: tvar a počet ok (otvorů, pórů), rozteč drátů, % podíl otvorů na ploše tkaniny.

## Vlastnosti kovových tkanin
- Běžné kovové tkaniny se vyrábějí z ocelových drátů o průměru 0,022-10,4 mm s otvory 0,015- 11,65 mm s poměrem průhledné plochy (k celkové ploše tkaniny) 14,5-87,7 %.[7]
- Pro filtrační tkaniny z ocelového drátu se udává: průřez drátu 14-70 µm, nejmenší póry (otvory) pod 2 µm, maximum 100 000 pórů na cm2.[8]

Jedna z hlavních vlastností filtračních tkanin je poréznost.
Parametry poréznosti (příklady maximálních a minimálních hodnot):
| Velikost (µm) | Velikost (µm) | Velikost (µm)    | Velikost (µm)    | Poréznost (%) | Koeficient propustnosti | Koeficient propustnosti | Koeficient propustnosti | Koeficient propustnosti |
| póry          | póry          | oddělené částice | oddělené částice |               | α (10−12m2)             | α (10−12m2)             | β (10−7m2)              | β (10−7m2)              |
| 1,5-5,0       | 1,5-5,0       | 3,5              | 3,5              | 21            | 0,1                     | 0,1                     | 0,03                    | 0,03                    |
| 28-135        | 28-135        | 107              | 107              | 51            | 78                      | 78                      | 87                      | 87                      |

Poréznost (podle ISO 3091-3) v % se zjistí dosazením do vzorce:
Ԑ = {\displaystyle {\frac {{p_{1}}-{p_{2}}}{p_{1}}}} x 100 (%)
kde p1 = zaplněná plocha tkaniny a p2 = plocha otvorů (pórů) 

## Použití
Filtry: destilace, filtrace polymerů, nafty, nápojů, plynů, výrobních procesů  
Technická zařízení: akustika, bleskosvody, sušení, tepelné stroje
Dopravní pásy: praní, odvodnění, sušení, chlazení, mrazení, tvarování  
Stavební konstrukce: fasády, slunečníky, akustické panely, rolety, zábradlí 

## Galerie kovových tkanin

Schéma hladké filtrační vazby
Síto ve filtrační krepové vazbě (840 x zvětšeno)
Boční průřez filtrační vazbou: hladká (nahoře) a pancéřová (dole)
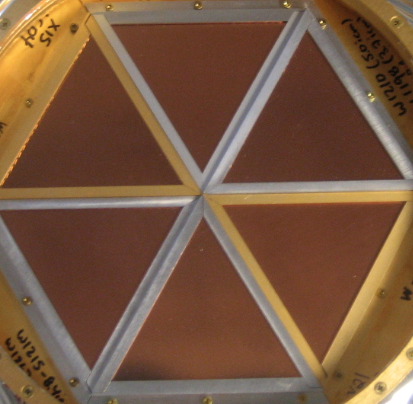
Filter s nízkou propustností
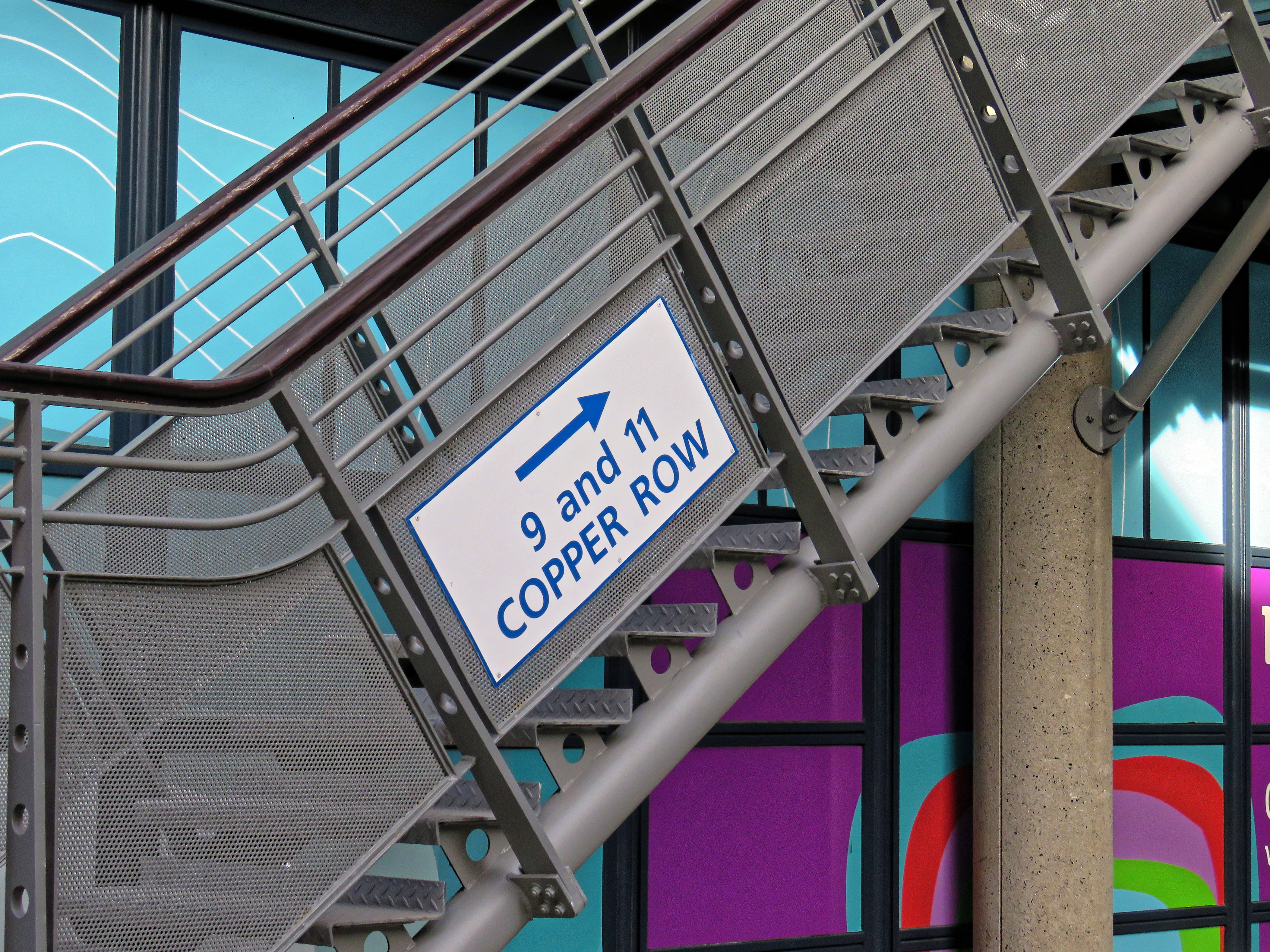
Výztuž zábradlí (Londýn 2018)
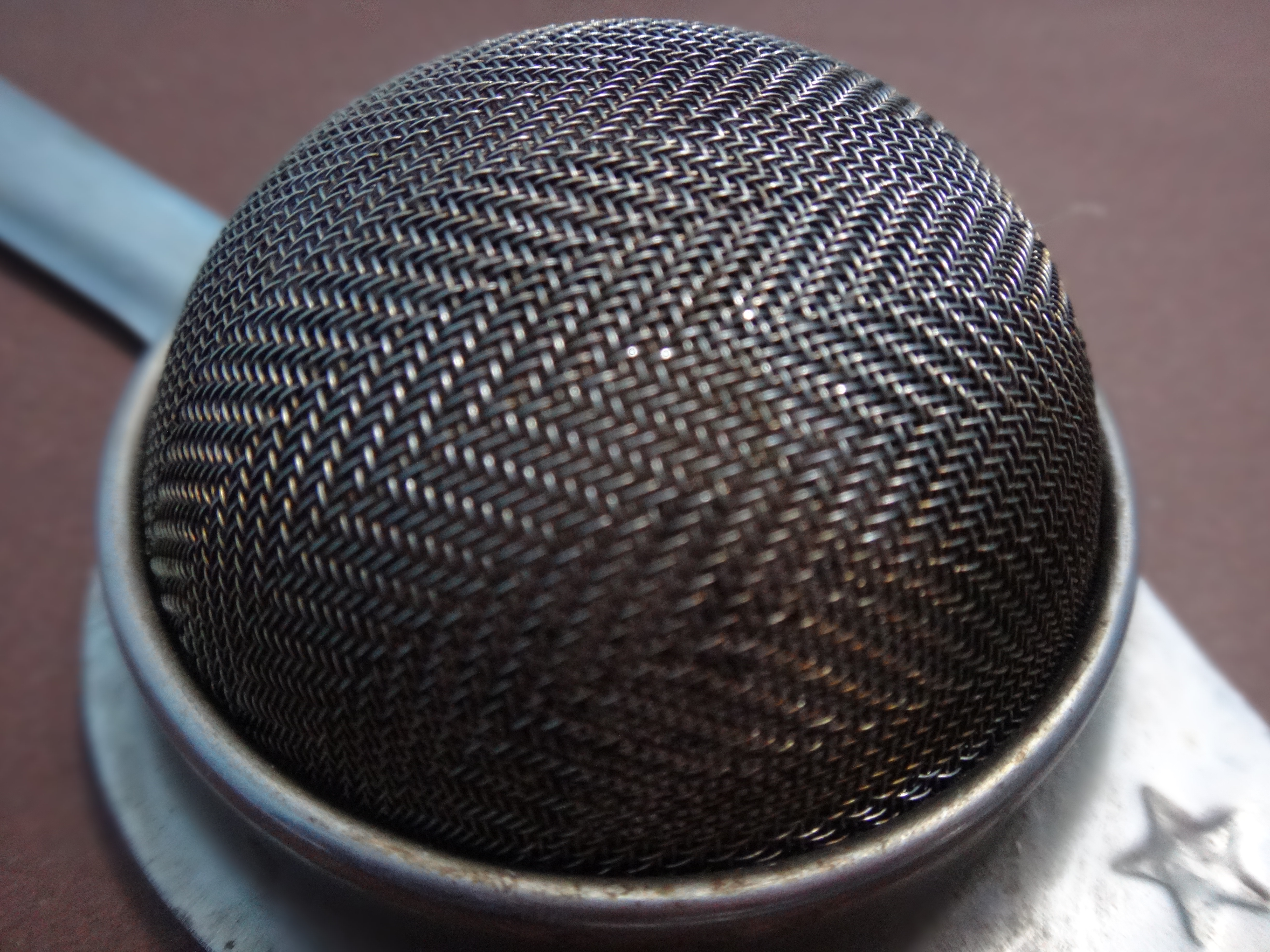
Kovová 3D tkanina
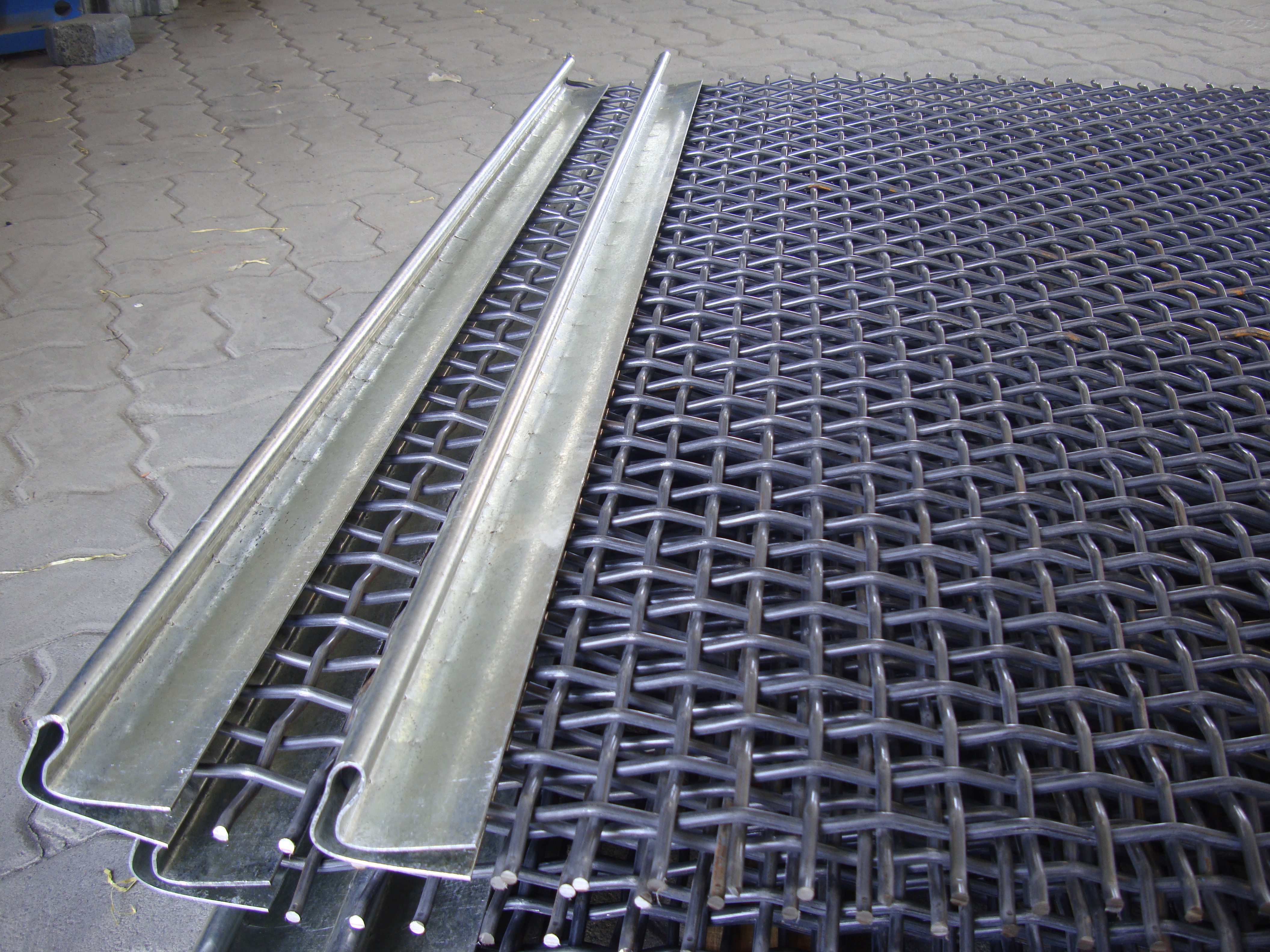
Vibrační síto z vícevrstvé tkaniny (v hladké filtrační vazbě)